# Mentioned in dispatches
Mentioned in dispatches bzw. Mentioned in Despatches (freie Übersetzung engl.: „Erwähnt im (Kriegs)-Bericht“) ist eine militärische Auszeichnung für Tapferkeit oder ansonsten vorbildliche Pflichterfüllung eines Soldaten, die besonders im Vereinigten Königreich und den anderen Staaten des Commonwealth of Nations verliehen wird.

## Begriff
Mit dem Begriff „dispatch“ wird in der Englischen Sprache im militärischen Sprachgebrauch ein offizieller Bericht über militärische Kampfhandlungen bezeichnet, der von einem Armee-Kommandeur an seine übergeordnete Dienststelle übermittelt wird. Entsprechende Berichte der Streitkräfte des Vereinigten Königreichs werden in der London Gazette veröffentlicht.
Sofern in diesem Bericht ein subalterner Offizier, Unteroffizier oder Mannschaftsdienstgrad wegen einer besonders hervorzuhebenden Tat namentlich erwähnt wird, sagt man, er wird „mentioned in dispatches“. Die Erwähnung kann mehrfach erfolgen, so wurde Lord Gort insgesamt neunmal „mentioned in dispatches“.

## Auszeichnung

MiD bronzenes Eichenlaub (1920–1994)

MiD silbernes Eichenlaub (seit 1994)

Der Soldat, der „mentioned in dispatches“ wird, erhält keinen Orden und keine Medaille. Er bekommt jedoch eine Urkunde und ein silbernes Eichenlaub. Dieses wird an dem Band der zugehörigen Feldzugsmedaille getragen. Zwischen 1920 und 1994 wurde ein bronzenes Eichenlaub verliehen.
Mit der Auszeichnung ist weder ein Ehrensold noch eine besondere Anrede verbunden. Der entsprechend ausgezeichnete Soldat kann seinem Namen auch keine Post-nominals hinzufügen.

## Vergleichbare Auszeichnungen (Auswahl)
- Die namentliche Erwähnung im Wehrmachtbericht galt im Zweiten Weltkrieg in Deutschland als vergleichbare Auszeichnung.
- Die Bundeswehr kennt eine förmliche Anerkennung im Ministerialblatt des Bundesministeriums der Verteidigung (§ 11 WDO).
- Träger des französischen Croix de guerre erhielten bei Erwähnungen in den Truppenberichten Bandauflagen in Form von Palmblättern bzw. Sternen.
- Beim belgischen Kriegskreuz wurden Erwähnungen in den Truppenberichten durch Bandauflagen in Form von Palmblättern bzw. Löwenmedaillons kenntlich gemacht.